# Pierre Malet
Pierre Malet (* 3. September 1955 in Bayonne, Aquitanien, Frankreich) ist ein französischer Schauspieler.

## Leben
Pierre Malet ist der Zwillingsbruder des bekannteren Schauspielers Laurent Malet. Beide spielten 1976 in Minirollen ein Brüderpaar in José Giovannis Comme un boomerang. Nach einer größeren Nebenrolle im Fernsehfilm Kakemono hôtel (1978) hatte Pierre Malet seine wichtigste Rolle 1980 im Fernsehvierteiler Fantomas. Unter der Regie von Claude Chabrol und Juan Luis Bunuel jagt er als Fandor gemeinsam mit Jacques Dufilho den Verbrecher Fantômas, gespielt von Helmut Berger. Nach einer Hauptrolle neben Michel Piccoli im Fernsehfilm Verwirrung der Gefühle (1981) erhielt er von Ettore Scola die größere Kino-Nebenrolle eines revolutionären Studenten in Flucht nach Varennes (1982). In Deutschland war er 1990 neben Iris Berben in einer Hauptrolle von Carlo Rolas Das Geheimnis des gelben Geparden zu sehen. Von 1997 bis 1999 spielte er neben Roger Hanin in der Fernsehserie Maître Da Costa. 2010 kehrte er in dem Film Streamfield, les carnets noirs zur Leinwand zurück.

## Filmografie (Auswahl)
- 1977: Wie es Gott gefällt (Au plaisir de Dieu, Fernsehachtteiler)
- 1980: Fantomas
- 1981: Verwirrung der Gefühle (La confusion des sentiments)
- 1982: Flucht nach Varennes (La Nuit de Varennes)
- 1983: Ende in Moll (Il quartetto Basileus)
- 1990: Das Geheimnis des gelben Geparden (Fernsehfilm)
- 1990: Sieg der Liebe (La storia spezzata, Fernsehvierteiler)
- 1990: Der Ermittlungsrichter ( Il giudice istruttore, Fernsehserie, eine Episode)
- 1998: Lehrer auf Abruf (L'instit, Fernsehserie, eine Episode)